# Sepioł (nazwisko)
Sepioł – nazwisko polskie, pochodzące prawdopodobnie od czasownika szepielić 'mówić niewyraźnie, seplenić' lub szepiotać 'wadliwie wymawiać, seplenić'. Za możliwą podstawę tego nazwiska uznaje się także niemiecką nazwę osobową Scheppel.
Wybrane osoby o nazwisku Sepioł:
- Andrzej Stanisław Sepioł (ur. 1964) – autor[3][4]
- Zbigniew Sepioł – syn Jerzego Sepioła, absolwent II Liceum Ogólnokształcącego im. Stefana Batorego w Warszawie[5], radca prawny[6], historyk idei[7], mistrz szachów korespondencyjnych[8]